# طيور على الماء (مسلسل)
طيور على الماء هو مسلسل تلفزيوني كويتي إنتاج 1981، ومن إنتاج تلفزيون الكويت.